# William A. Fraker
William A. Fraker (* 29. September 1923 in Los Angeles, Kalifornien; † 31. Mai 2010 ebenda) war ein US-amerikanischer Kameramann, Regisseur und Filmproduzent.

## Leben
Fraker wuchs in Hollywood auf, diente während des Zweiten Weltkrieges in der United States Navy und besuchte nach Kriegsende die Filmschule der University of Southern California, auf der er später selbst unterrichtete.
In den 1960er Jahren war er Kameramann solcher einflussreicher Filme wie Rosemaries Baby oder Bullitt. 1977 wurde er das erste von sechsmal für den Oscar nominiert; einmal davon für die visuellen Effekte von 1941 – Wo bitte geht's nach Hollywood.
1970 gab Fraker mit der Inszenierung des Western Monte Walsh sein Debüt als Regisseur. Drei Jahre später folgte der Horrorfilm A Reflection of Fear, 1981 drehte er mit Die Legende vom einsamen Ranger erneut einen Western. Im Anschluss war er in den späten 1980er bis in die frühen 1990er Jahre als Regisseur für verschiedene Fernsehserien tätig.
Im Jahre 2000 wurde er mit einem Preis für sein Lebenswerk von der American Society of Cinematographers geehrt, deren Präsident er von 1979 bis 1980, 1984 sowie 1991 bis 1992 war.

## Privates
Er hinterließ seine Ehefrau Denise.

## Filmografie (Auswahl)
Als Kameramann
- 1965: Morituri als Kamera-Techniker
- 1967: Satanische Spiele (Games)
- 1967: The Fox
- 1967: … jagt Dr. Sheefer (The President’s Analyst)
- 1968: Rosemaries Baby (Rosemary’s Baby)
- 1968: Bullitt
- 1969: Westwärts zieht der Wind (Paint Your Wagon)
- 1971: Dusty and Sweets McGee
- 1973: Der Tag der Delphine (The Day of the Dolphin)
- 1975: Coonskin
- 1975: Rancho Deluxe
- 1975: Zwei in Blue Jeans (Aloha Bobby and Rose)
- 1976: Mein Name ist Gator (Gator)
- 1976: The Killer Inside Me
- 1977: Exorzist II – Der Ketzer (Exorcist II: The Heretic)
- 1977: Auf der Suche nach Mr. Goodbar (Looking for Mr. Goodbar)
- 1978: American Hot Wax
- 1978: Der Himmel soll warten (Heaven Can Wait)
- 1979: Diane (Old Boyfriends)
- 1979: 1941 – Wo bitte geht’s nach Hollywood (1941)
- 1980: Hollywood Knights (The Hollywood Knights)
- 1980: Divine Madness
- 1981: Sharky und seine Profis (Sharky’s Machine)
- 1982: Das schönste Freudenhaus in Texas (The Best Little Whorehouse in Texas)
- 1983: WarGames – Kriegsspiele (WarGames)
- 1984: Triple Trouble
- 1984: Protocol – Alles tanzt nach meiner Pfeife (Protocol)
- 1985: Jackpot (Fever Pitch)
- 1985: Die zweite Wahl – Eine Romanze (Murphy’s Romance)
- 1986: Space Camp (SpaceCamp)
- 1987: Die diebische Elster (Burglar)
- 1987: Baby Boom – Eine schöne Bescherung (Baby Boom)
- 1989: Ein himmlischer Liebhaber (Chances Are)
- 1989: Von Bullen aufs Kreuz gelegt (An Innocent Man)
- 1990: Freshman (The Freshman)
- 1992: Jagd auf einen Unsichtbaren (Memoirs of an Invisible Man)
- 1992: … aber nicht mit meiner Braut – Honeymoon in Vegas (Honeymoon in Vegas)
- 1993: Tombstone
- 1994: The Last Days of Paradise (There Goes My Baby)
- 1994: Street Fighter – Die entscheidende Schlacht (Street Fighter)
- 1995: Der Giftmörder (Death in Small Doses, Fernsehfilm)
- 1995: Ein Geschenk des Himmels – Vater der Braut 2 (Father of the Bride Part II)
- 1996: DNA – Die Insel des Dr. Moreau (The Island of Dr. Moreau)
- 1997: Die schrillen Vier in Las Vegas (Vegas Vacation)
- 2000: Rules – Sekunden der Entscheidung (Rules of Engagement)
- 2001: Stadt, Land, Kuss (Town & Country)
- 2002: Waking Up in Reno

Als Regisseur
- 1970: Monte Walsh
- 1972: Spiegelbild der Angst (A Reflection of Fear)
- 1981: Die Legende vom einsamen Ranger (Legend of the Lone Ranger)